# Mundo Novo (Goiás)
Mundo Novo, amtlich portugiesisch Município de Mundo Novo, deutsch Neue Welt, ist eine brasilianische Gemeinde im Bundesstaat Goiás in der Region Mittelwesten. Sie liegt nordwestlich der brasilianischen Hauptstadt Brasília und von Goiânia, der Hauptstadt des Bundesstaates. Sie hat ein zum Verhältnis der Bevölkerungszahl großes für Landwirtschaft nutzbares Gemeindegebiet. Die Bevölkerung wurde zum 1. Juli 2020 auf 4713 Einwohner geschätzt, die Mundo-Novenser (mundo-novenses) genannt werden und auf einer Gemeindefläche von rund 2146,7 km² leben.

## Geographische Lage
Die Gemeinde liegt 429 km Wegstrecke von der Hauptstadt Goiânia entfernt, durch den Ort führt die Straße GO-156, die westlich an die Staatsstraße GO-164 anbindet.
Das Territorium von Mundo Novo grenzt
- im Norden an die Gemeinden São Miguel do Araguaia und Bonópolis
- im Osten an Amaralina
- im Süden an Uirapuru
- im Westen an Nova Crixás

Das Biom ist brasilianischer Cerrado. Durch das Gemeindegebiet fließen der Rio Crixás-Açu, Ribeirão Palmeiral, Córrego Jabuti, Córrego Tartaruga, Rio Crixás-Mirim, Rio Facão und Córrego São Jorge.

### Klima
Die Stadt hat tropisches Klima, Aw nach der Klimaklassifikation nach Köppen und Geiger. Die Durchschnittstemperatur ist 26,4 °C. Die durchschnittliche Niederschlagsmenge liegt bei 1520 mm im Jahr.
|                   | Jan  | Feb  | Mär  | Apr  | Mai  | Jun  | Jul  | Aug  | Sep  | Okt  | Nov  | Dez  |   |      |
| Temperatur (°C)   | 26,6 | 26,9 | 26,8 | 26,6 | 25,5 | 24,6 | 25,3 | 26,7 | 27,5 | 27,3 | 26,8 | 26,6 | Ø | 26,4 |
| Niederschlag (mm) | 304  | 227  | 211  | 93   | 19   | 4    | 5    | 11   | 37   | 120  | 217  | 272  | Σ | 1520 |

## Geschichte
Das Territorium unterstand früher dem Munizip Crixás. 1960 hatte der aus São Paulo stammende Landkäufer Valentim Lourenço die Fazenda Nossa Senhora Aparecida errichtet und 1963 eine Fläche für eine Siedlung von 11 Alqueires mineros gespendet, das sind rund 53 Hektar. In der Folge siedelten sich Landwirte und Kleinhändler an. Am 5. November 1968 wurde der Crixás untergeordnete Distrito de Mundo Novo de Goiás errichtet. Am 10. Juni 1980 erhielt der Ort mit seinem Distriktsgebiet den Status eine Munizips mit Selbstverwaltungsrecht und wurde aus Crixás ausgegliedert.

## Kommunalpolitik
Erster Stadtpräfekt (Bürgermeister) war von 1980 bis 1988 Valentim Lourenço geworden. Bei der Kommunalwahl in Brasilien 2016 wurde für die Amtszeit 2017 bis 2020 Hélcio Alves de Oliveira des PSD durch Wiederwahl bestätigt, der dieses Amt bereits seit 2013 hat.
Die Legislative liegt bei einem Stadtrat (Câmara Municipal) aus neun gewählten Stadtverordneten (vereadores).

## Bevölkerungsentwicklung
Die Gemeinde machte bis etwa zur Jahrtausendwende eine Aufwärtsentwicklung, dann fiel die Bevölkerungszahl ab. 2010 waren rund 24,8 % der Bevölkerung Kinder und Jugendliche bis 15 Jahre.
| Jahr | Einwohner | Stadt | Land  |
| --- | --------- | ----- | ----- |
| 1991 | 5.476     | 4.003 | 1.473 |
| 2000 | 8.109     | 4.829 | 3.280 |
| 2010 | 6.438     | 3.767 | 2.671 |
| 2020 | 4.713     | ?     | ?     |
| Hier fehlt eine Grafik, die leider im Moment aus technischen Gründen nicht angezeigt werden kann. Wir arbeiten daran! |           |       |       |

Quelle:

## Ethnische Zusammensetzung
| Gruppe      | Anteil 2000     | Anteil 2010       | Anmerkung                        |
| ----------- | --------------- | ----------------- | -------------------------------- |
| Brancos     | 2.428 (29,50 %) | ▼ 1.980 (30,75 %) | Weiße, Nachfahren von Europäern  |
| Pardos      | 5.438 (66,07 %) | ▼ 3.847 (59,75 %) | Mischrassige, Mulatten, Mestizen |
| Pretos      | 214 (2,60 %)    | ▲ 478 (7,42 %)    | Schwarze                         |
| Amarelos    | 25 (0,31 %)     | ▲ 129 (2,01 %)    | Asiaten                          |
| Indígenas   | – (0,00 %)      | ▲ 5 (0,07 %)      | indigene Bevölkerung             |
| ohne Angabe | 125             | –                 |                                  |

Quelle: SIDRA-Datenbankabfrage

## Wirtschafts- und Sozialdaten
Das monatliche Durchschnittseinkommen lag 2018 bei dem Faktor 1,8 des Minimallohnes von Real R$ 880,00 (Umrechnung August 2020: rund 238 €), das jährliche Bruttosozialprodukt pro Kopf 2017 lag bei rund 18.559 R$ und der Index der menschlichen Entwicklung (HDI) lag 2010 bei dem mittleren Wert 0,634.

## Analphabetenquote
Mundo Novo hatte 1991 eine Analphabetenquote von rund 41,3 %, die sich bei der Volkszählung 2010 bereits auf 25,9 % reduziert hatte. 2010 hatten 49,2 % der Schulpflichtigen die Schule abgebrochen.